# Huaihua
Huaihua (怀化; pinyin: Huáihuà) è una Città-prefettura della provincia cinese dell'Hunan.

## Suddivisioni amministrative
- Distretto di Hecheng
- Hongjiang
- Contea di Chenxi
- Contea di Huitong
- Contea autonoma miao e dong di Jingzhou
- Contea autonoma miao di Mayang
- Contea autonoma dong di Tongdao
- Contea autonoma dong di Xinhuang
- Contea di Xupu
- Contea di Yuanling
- Contea autonoma dong di Zhijiang
- Contea di Zhongfang